# Cliffortia pungens
Cliffortia pungens là loài thực vật có hoa trong họ Hoa hồng. Loài này được Presl. mô tả khoa học đầu tiên.